# Anoba haga
Anoba haga är en fjärilsart som beskrevs av William Schaus 1912. Anoba haga ingår i släktet Anoba och familjen nattflyn. Inga underarter finns listade i Catalogue of Life.